# Bitva u Kahulu
Bitva u Kahulu byla jedna z největších bitev nejen rusko – turecké války, ale i celého 18. století. Odehrála se u řeky Kahul nedaleko Vulcănești na území dnešního Moldavska. Na jedné straně stály ruské jednotky a na druhé jednotky osmanské říše a krymského chanátu. Bitva se odehrála 14 dní po ruském vítězství v pozemní bitvě u Largy a námořní bitvě u ostrova Chios ve které bylo zcela zničeno osmanské loďstvo.
Ruský polní maršál Pjotr Rumjancev měl k dispozici 118 děl, 5000 jezdců a 17 000 pěších vyrovnaných do čtverců připravených k překvapivému útoku. Proti němu stál velkovezír Khalil bej který měl k dispozici 100 000 jezdců, 50 000 pěších a 180 děl otomanské armády. Kromě toho bylo ve vzdálenosti 20 verst dalších 150 000 jezdců z krymského chanátu.
Ruská méně početná armáda zaútočila a získala velké vítězství. Osmanská armáda ztratila nejen 20000 mužů přímo v poli, ale i všechny hlavní pevnosti v oblasti jako byly Izmajil, Kilia , Akkerman (nyní Bilhorod-Dnistrovskyj), Brailov (nyní Brăila), Isaccea, a Bendery (nyní Tighina).
Na počest tohoto vítězství nechala postavit Kateřina Veliká v Carském Selu kagulský obelisk. Pruský král Fridrich II. Veliký poslal polnímu maršálovi Rumjancevovi blahopřejný dopis ve kterém srovnal ruské vítězství s činy starých Římanů. Na den přesně o čtyři roky později byl podepsán mír, který zajistil Rusku část pobřeží Černého moře a Turecko se zavázalo umožnit ruským lodím volný průjezd Bosporem a Dardanelami.